# Ferdinando Seriolo
Ferdinando Seriolo (Genova, 30 marzo 1902 – Genova, 19 novembre 1970) è stato un calciatore italiano, di ruolo portiere, noto con il soprannome di Nando.

## Carriera
Si formò nel Genoa, club con il quale esordì nella stagione 1923-1924 nel derby perso per 1-0 contro la Sampierdarenese il 16 marzo 1924.
Disputò il suo secondo ed ultimo incontro in rossoblu nel pareggio esterno per 1-1 contro la Virtus Bologna il 30 marzo 1924.
Grazie a quelle due presenze, Cusano poté fregiarsi della vittoria dello scudetto vinto dai rossoblu.
La stagione seguente passò al Fiorente, dove rimase una sola stagione.
Anche le successive esperienze, al Veloci Embriaci Genova ed al Croce Verde Genova, furono brevi, rimanendo in entrambi i club una sola stagione.
Nel 1928 si trasferì in Puglia, al Pro Italia Galatina che militava in Terza Divisione. Con i biancostellati conquistò il primo posto sia nel girone C che nel girone finale del campionato pugliese, ottenendo la promozione in Seconda Divisione; rimase in Puglia fino al 1930, quando venne posto in lista di trasferimento.

## Palmarès

### Club

#### Competizioni nazionali
- Campionato italiano: 1

Genoa: 1923-1924
- Terza Divisione

Pro Italia Galatina: 1928-1929